# Teroristični napad v Bostonu 2013
Teroristični napad v Bostonu se je zgodil 15. aprila 2013. Med Bostonskim maratonom sta eksplodirali dve bombi, ki sta ubili tri ljudi in ranili 264 gledalcev. 

## Napad
Napad sta izvedla 26-letni Tamerlan Carnajev in njegov 19-letni brat Džohar Carnajev. 
Bombi sta eksplodirali 2 uri za tem, ko je prišel zmagovalec na cilj. Eksplodirali sta v razmaku 10 sekund, terjali pa sta tri žrtve in 264 ranjencev.

## Lov in aretacija
18. aprila sta osumljenca streljala na policista Tehnološkega inštituta Massachusetts, ki se je odzval na prijavo o kršitvi javnega reda in miru, ter ga ubila.  Nato sta ukradla Mercedesovo terensko vozilo in ugrabila lastnika. Nepoškodovanega sta izpustila na bencinski črpalki, kjer je ugrabljeni voznik poklical policijo in prijavil dogodek.  Kasneje je policija prestregla osumljenca, ter se z njima spopadla. V spopadu je bil ranjen in zajet Tamerlan, težje poškodovan je bil tudi transportni policist, ter lažje 15 policistov.  Džoharju je uspelo pobegniti s kraja streljanja v ukradenem terenskem vozilu. 
Tamerlan je za posledicami umrl 19. aprila ob 1:35. 
Džoharja so aretirali 19. april zvečer potem, ko ga je opazil stanovalec mesta Watertown pod ponjavo svojega čolna.